# Maria Ceiça
Maria Ceiça née à Rio de Janeiro, le 18 octobre 1965, nom artistique de Maria da Conceição Justino de Paula, est une actrice brésilienne.

## Biographie
Maria Ceiça est née à Rio de Janeiro.
Formée à l’École de Théâtre Martins Pena, à Rio de Janeiro, elle commence sa carrière professionnelle en 1989, à la TV Globo, avec la telenovela « Pacto de Sangue ».
Depuis lors, elle a joué dans diverses telenovelas, pour la TV Globo et la Rede Record, en interprétant des personnages durablement inscrits dans l’inconscient collectif du public brésilien et lusophone, tels que celui de Tuquinha Batista dans la novela « Felicidade » ou de Márcia dans « Por Amor ».
Gagnante du Trophée Andorinha, Prix Spécial du Jury du Festival de Cinéma des Pays de Langue Portugaise, en 2006 et ayant reçu un Hommage Spécial à l’African Film Festival à New York en 2005, elle a joué dans de nombreux films, parmi lesquels d’importantes productions brésiliennes et internationales, comme As Filhas do Vento (Brésil), vainqueur de 6 Kikitos au festival de Gramado (le principal festival du cinéma brésilien), Cruz e Sousa, o Poeta do Desterro (Brésil), O Testamento do Sr. Napomuceno (Cap Vert), vainqueur du Kikito de Meilleur Film au Festival de Gramado de 1997, Se eu fosse você (Brésil) et elle a tenu le principal rôle féminin du film Un héros [O Herói] (Angola), vainqueur du Grand Prix du Sundance Festival, en 2004.
Au théâtre, elle a interprété plus de quinze pièces sur toutes les scènes du Brésil, parmi lesquelles de grands succès tels que Boeing Boeing, A Lua que me Instrua et Les Nègres, de Jean Genet, en plus d’avoir eu l’opportunité de se produire, en tant que chanteuse, dans deux shows, avec un répertoire basé sur la musique populaire brésilienne (MPB).
Comme présentatrice, elle travaille depuis 1997 pour la TV Escola, une chaîne éducative, orientée vers les professeurs et élèves des écoles publiques du Brésil.
En 2007, elle a exercé la fonction de superintendante de l’Égalité Raciale, au Secrétariat d’Assistance Sociale et des Droits de l’Homme de l’État de Rio de Janeiro.
Actuellement[Quand ?], Maria Ceiça dirige sa propre société de production, la Produtora Luminis Produções Artísticas.

## Filmographie

### Télévision
- 1989 : Pacto de Sangue : Joana
- 1990 : Mãe de Santo (pt)
- 1991 : Helena (Felicidade) : Tuquinha Batista
- 1993 : Fera Ferida (pt) : Engrácia dos Anjos
- 1995 : Tocaia Grande (pt) : Rufina
- 1997 : Destinées (Por Amor) : Márcia
- 1999 : Chiquinha Gonzaga : Divina
- 2000 : Uga-Uga : Rosa
- 2005 : Prova de Amor (pt) : Marília Padilha
- 2007 : Caminhos do Coração (pt) : Rosana Magalhães
- 2008 : Os Mutantes: Caminhos do Coração (pt) : Rosana Magalhães
- 2010 : A História de Ester (pt) : Quinlá
- 2015 : Os Dez Mandamentos : Nayla
- 2017 : Conselho Tutelar (pt) : Dora

### Cinéma
- 1997 : O Testamento do Sr. Napomuceno : Graça
- 1997 : Carlota Joaquina, Princesa do Brazil : Gertrudes
- 1998 : Cruz e Sousa, o Poeta do Desterro : Gavíria
- 1999 : Orfeu : Carmen
- 2003 : My Father, Rua Alguem 5555 (it) : journaliste
- 2003 : O Aleijadinho: Paixão, Glória e Suplício (pt) : Helena
- 2004 : Un héros (O Herói) : Maria Bárbara
- 2005 : As Filhas do Vento (pt) : Selminha
- 2006 : Se Eu Fosse Você (pt) : Márcia
- 2012 : O Grande Kilapy (pt) : Mãe de Joãozinho